# Tänavjärv
Tänavjärv är en sjö i nordvästra Estland. Den ligger i Padis kommun i Harjumaa, 60 km sydväst om huvudstaden Tallinn. Tänavjärv ligger 19 meter över havet. Arean är 1,39 kvadratkilometer. Den sträcker sig 1,3 kilometer i nord-sydlig riktning, och 2,1 kilometer i öst-västlig riktning.
Inlandsklimat råder i trakten. Årsmedeltemperaturen i trakten är 3 °C. Den varmaste månaden är juli, då medeltemperaturen är 18 °C, och den kallaste är januari, med −12 °C.